# Conventer See
Der Conventer See befindet sich unmittelbar hinter der Ostseeküste zwischen Heiligendamm und Börgerende-Rethwisch im Landkreis Rostock. Er ist etwa 1,7 Kilometer lang und rund 0,8 Kilometer breit. Hauptzufluss ist der alte Unterlauf der Stege. Die Verbindung zur Ostsee heißt Jemnitz. Seit 1968 wird durch die Verlagerung des Mühlenfließes der größere Teil des Wassers aus dem Hinterland südwestlich an der Conventer Niederung vorbeigeleitet. In der dabei gebauten Jemnitzschleuse mündet die Jemnitz jetzt neben dem Mühlenfließ ins Meer, eine Wand trennt beide Mündungen voneinander.

## Geschichte
Der Conventer See war früher eine Meeresbucht. Der Name des Sees ist vom Konvent, der Versammlung der Mönche des Klosters, abgeleitet. Die Zisterziensermönche des Klosters Doberan haben dem See den Namen gegeben. Sie bewirtschafteten den See und begannen vermutlich um 1260, die Niederung zu entwässern. Ende der 1960er Jahre wurde die Conventer Niederung melioriert und damit eine teilweise Absenkung des Bodens um etwa 80 cm hervorgerufen. Durch den Bau der Jemnitzschleuse wurde der Wasseraustausch des Sees mit der Ostsee gestoppt. Die Vegetationsbedingungen verschlechterten sich und es drohte eine Verlandung des Sees.

## Naturschutzgebiet
Der See liegt in der Conventer Niederung, einem Moorgebiet von ca. 1200 Hektar. Bereits 1939 wurden 216 Hektar dieses Gebietes zum Naturschutzgebiet Vogelfreistätte Conventer See und Heiligen Damm erklärt.  In diesem Gebiet lebt eine Vielfalt von Sumpf- und Wasservögeln. Es gilt als eines der wichtigsten Wasservögelbrut- und -rastgebiete an der Ostseeküste.

## Renaturierung und Hochwasserschutz
Um die drohende Verlandung des Conventer Sees abzuwenden und den Forderungen des Hochwasserschutzes nachzukommen, wurden durch das Staatliche Amt für Umwelt und Natur (StAUN) in Rostock umfangreiche Maßnahmen durchgeführt. Dazu gehören der Bau eines Kanals, der die Ostsee mit dem Conventer See verbindet und damit einen Wasseraustausch gewährleistet, der Ersatzneubau der Jemnitzschleuse und die Sanierung der zwei vorhandenen Molen. Die Jemnitzschleuse und die angrenzenden Deichanlagen wurden so gebaut, dass der Küstenabschnitt einem Hochwasser bei schwerer Sturmflut mit 2,8 Metern über Normal standhalten kann. Seit 1998 wurden für das Sturmflutschutzsystem Conventer Niederung im Küstenabschnitt zwischen Heiligendamm und Börgerende ca. 19 Millionen Euro aus der Gemeinschaftsaufgabe „Verbesserung der Agrarstruktur und des Küstenschutzes“ investiert. Mit den am 17. August 2006 übergebenen Anlagen wurden damit die Voraussetzungen für eine ökologische Zustandsverbesserung der gesamten Conventer Niederung geschaffen.

## Galerie

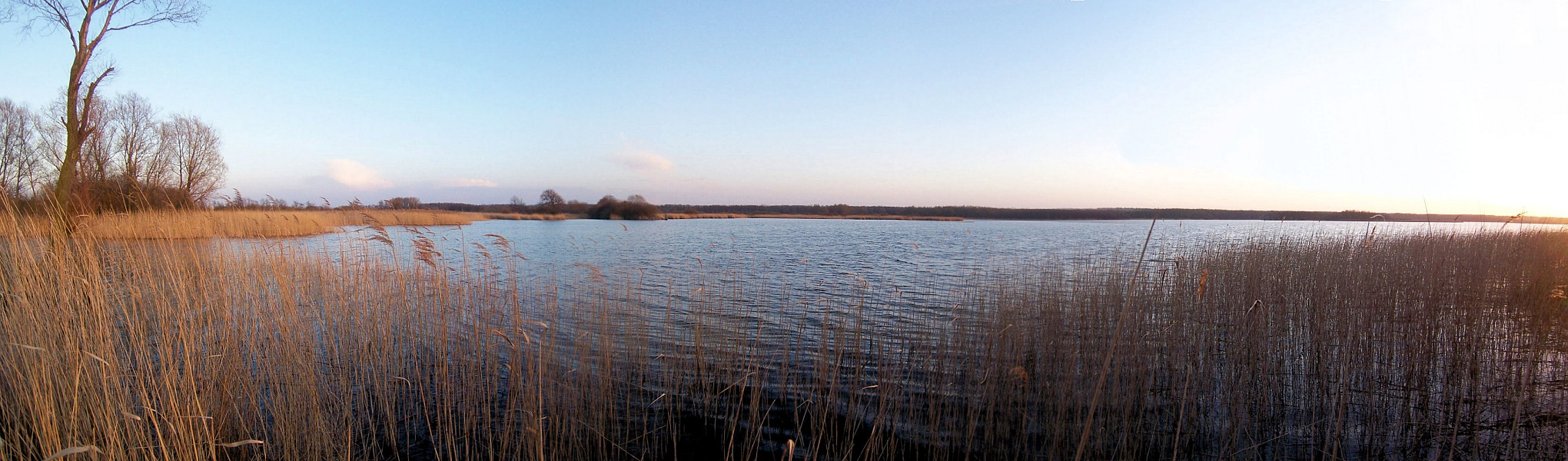
Blick auf das Südufer
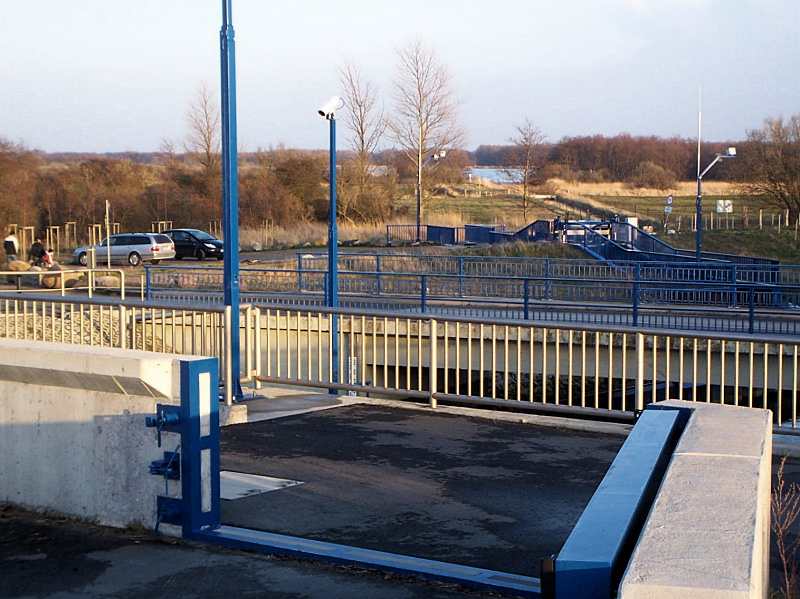
Blick von der Jemnitz- schleuse zum See
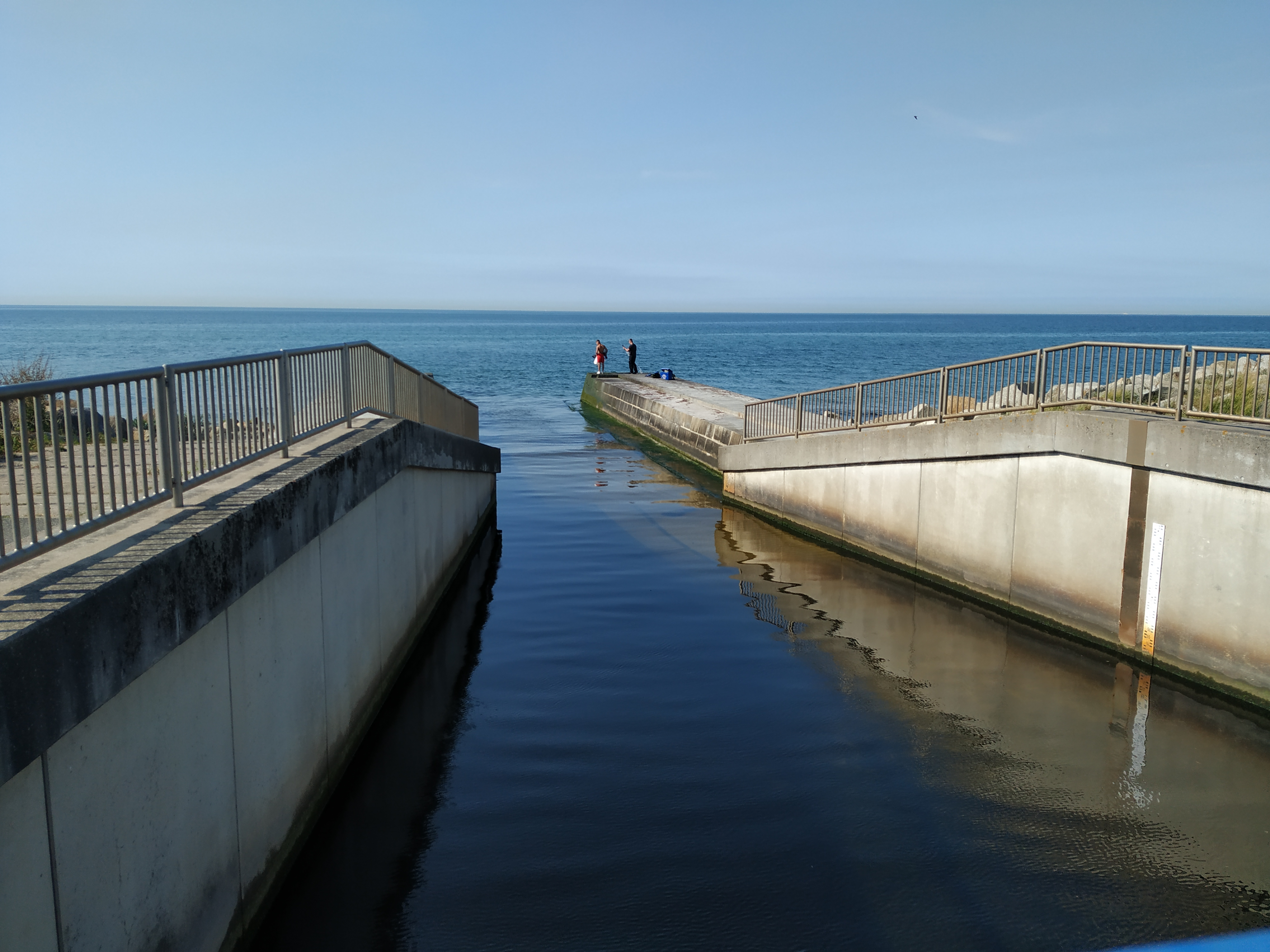
Seeseite der Jemnitzschleuse